# Mi querida señorita (película de 2025)
Mi querida señorita es una próxima película española dirigida por Fernando G. Molina y escrita por Alana S. Portero, basada en la película homónima de 1972. Está producida por Suma Content para Netflix y protagonizada por Elisabeth Martínez.

## Sipnosis
La película explora la transexualidad y la identidad de género. Cuenta la historia de Adela Castro, una mujer madura y soltera que vive en un pequeño pueblo de provincias y que se enamora de su sirvienta, Isabelita. Tras acudir al médico, descubre que tiene genitales masculinos, algo que desconocía porque su familia siempre la trató como una mujer.

## Reparto
- Elisabeth Martínez[2]
- Anna Castillo[2]
- Paco León[2]
- Nagore Aranburu[2]
- Manu Ríos[2]
- Eneko Sagardoy[2]
- Lola Rodríguez[2]
- María Galiana[2]
- Delphina Bianco[2]

## Producción

### Desarrollo
Escrita por Alana S. Portero, Mi querida señorita es una adaptación libre de la película homónima de 1972.
Netflix dio a conocer el proyecto en febrero de 2024, anunciando que sería producido bajo Suma Content. Posteriormente, en septiembre de 2024, la plataforma de streaming la presentó en el 72º Festival Internacional de Cine de San Sebastián, dentro de una lista de futuras películas originales españolas, e informó que el director y el guionista serían respectivamente Fernando G. Molina y Alana S. Portero.
El febrero de 2025, Netflix anunció el reparto principal, cuya actriz protagonista intersexual (Martínez) fue clave para sacar adelante el proyecto.

### Rodaje
El rodaje comenzó el 3 de febrero de 2025, entre Pamplona y Madrid. En su décimo día, el rodaje se detuvo durante una semana debido a un problema de salud de su director.